# IBM 리서치

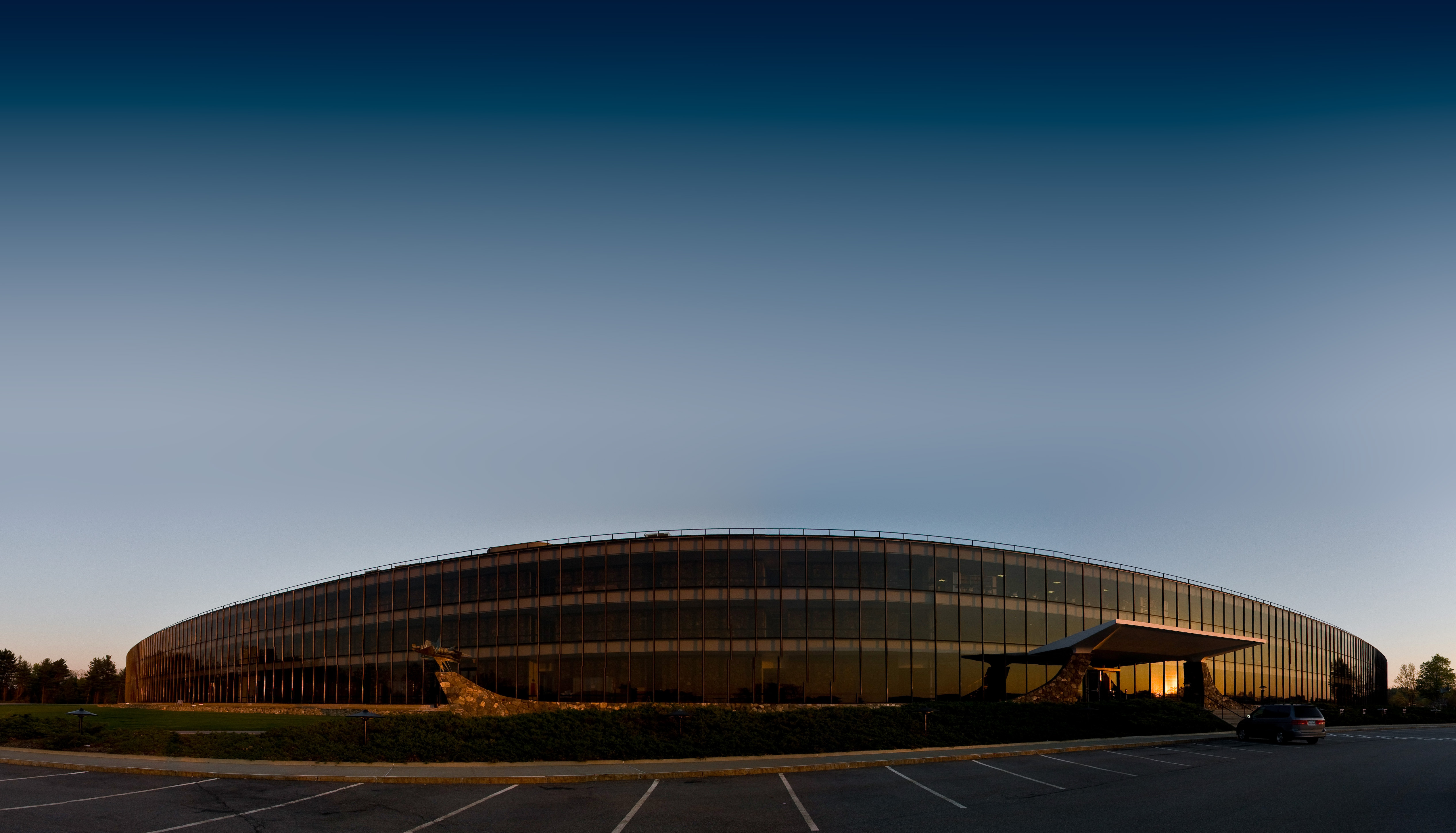
IBM 리서치 사옥

IBM 리서치(IBM Research)는 뉴욕주 아몽크에 본사를 두고 170개국 이상에서 사업을 운영하고 있는 미국의 다국적 정보 기술 회사인 IBM의 연구 개발 부서이다. IBM 리서치는 세계 최대 규모의 산업 연구 기관으로 6개 대륙에 12개의 연구소를 보유하고 있다.
IBM 직원은 6개의 노벨상, 6개의 튜링상, 미국 국립 발명가 명예의 전당 입회자 20명, 19개의 국가 과학 메달, 5개의 국가 과학 메달, 3개의 카빌상을 수상했다. 2018년 기준으로 25년 연속으로 다른 어떤 기업보다 많은 특허를 배출하는 기록을 세웠다.

## IBM 리서치의 저명한 연구원
- 프랜시스 앨런
- 존 배커스
- 그래디 부치
- 프레더릭 브룩스
- 그레고리 차이틴
- 존 코크
- 에드거 F. 커드
- 짐 그레이
- 케네스 아이버슨
- 브누아 망델브로
- 미하엘 라빈